# SplitMinders
SplitMinders je hrvatska glazbena skupina iz Splita. Sviraju jazz.

## Povijest
Osnovani su listopada 2002. godine. Većinom izvode skladbe vođe sastava Ivana Božičevića.
Vođa sastava Božičević, koji je skladatelj, aranžer i producent, vratio se je u Split iz inozemstva, gdje je stvarao karijeru klasična glazbenika (kao skladatelj, orguljaš i pijanist). Članovi su poznati i prokušani splitski jazzisti. Neki od članova
svirali su u Black Coffeeju.
Također izvode obrade hrvatskih skladbâ, uglavnom dalmatinskog ugođaja te skladbe bliske bossa novi. Godine 2008.[nedostaje izvor] su u izdanju BestMusica objavili album Sotto mare, sopra aria (podnaslova dalmatian jazz&latino). Aranžmane je napravio i album glazbeno producirao Ivan Božičević. Stihove je za skladbe Splitski blues i Svitlo jubavi napisala Erma Sotirova, a na skladbama su gosti Tedi Spalato (Splitski blues), Vlado Garić i klapa Cambi (Svitlo jubavi). Album počinje i završava s vokalnom skladbom. Jezgru čini sedam instrumentalnih skladba, šest vlastitih i jedna je obrada, Gibonnijeva Tempera.
Nastupali su na više glazbenih festivala:  Spring jazz revija u Zagrebu, međunarodnim jazz i blues festivalima u Splitu, Makarska Jazz Festivalu u Makarskoj, Hvarskim ljetnim priredbama i ljetu kulture te Festivalu u Kaštelima.

## Diskografija
- Sotto mare, sopra aria, studijski album, BestMusic.

## Članovi
Članovi su:
- klavirist, skladatelj, glazbeni producent Ivan Božičević
- alt i tenor saksofonist Dražen Bogdanović
- bas gitarist Nenad Bego
- bubnjar Andrej Petković (Andy Petko)
- udaraljkaš Boris Popov

## Vanjske poveznice
- Diskografija.com
- MySpace